# Town Called Malice
Town Called Malice is een Motown-achtige single van de Britse rockband The Jam. Het werd op 29 januari 1982 uitgebracht op single als voorbode van het zesde en laatste studioalbum The Gift waarmee zanger/gitarist Paul Weller zich feitelijk voorbereidde op zijn periode met het soul/jazz-collectief The Style Council.

## Achtergrond

### Oorsprong titel en tekst
Net als de voorgaande single Absolute Beginners is Town Called Malice vernoemd naar een boek (A Town Like Alice van de Britse schrijver Nevil Shute) dat Weller destijds nog niet had gelezen. De tekst gaat echter over zijn ervaringen als opgroeiende tiener in Woking. 

### Hitnoteringen
De single werd uitgebracht als een dubbele A-kant met het funky Precious; beide nummers zijn op de 12" inch versie ook te horen als, respectievelijk, liveopname en in een lange versie. Het kwam in februari op #1 binnen in de UK Singles Chart en bleef daar drie weken weken staan, boven Golden Brown van The Stranglers. Volgens EMI, de platenmaatschappij van de Stranglers, was er sprake van competitievervalsing doordat Jam-fans zowel de 7" als de 12" zouden hebben gekocht. 
Met Town Called Malice scoorde The Jam in eigen land de derde van vier #1-hits, en ook daarbuiten was er succes voor het als typisch Brits bekendstaande trio. In de Verenigde Staten behaalde de plaat de 31e positie in de Mainstream Rock Chart en de onderste regionen van de dance-chart. 
In Nederland werd de plaat begin 1982 regelmatig gedraaid op Hilversum 3 en werd een hit in de destijds drie landelijke hitlijsten op de nationale publieke popzender. De plaat bereikte de 7e positie in zowel de Nederlandse Top 40, Nationale Hitparade als de TROS Top 50. In de Europese hitlijst op Hilversum 3, de TROS Europarade, werd de 11e positie behaald.
In België bereikte de plaat de 4e positie in zowel de voorloper van de Vlaamse Ultratop 50 als de Vlaamse Radio 2 Top 30. In Wallonië werd géén notering behaald.
In de sinds december 1999 jaarlijks uitgezonden NPO Radio 2 Top 2000 van de Nederlandse publieke radiozender NPO Radio 2 stond de plaat tot nu toe van 2012 t/m 2017 in de lijst genoteerd, met als hoogste notering een 1067e positie in 2012.

#### NPO Radio 2 Top 2000
| Nummer met noteringen in de NPO Radio 2 Top 2000 | '12  | '13  | '14  | '15  | '16  | '17  |
| ------------------------------------------------ | ---- | ---- | ---- | ---- | ---- | ---- |
| Town Called Malice                               | 1067 | 1248 | 1230 | 1315 | 1480 | 1723 |

1. ↑  Een vetgedrukt getal geeft de hoogste notering aan.
2. ↑  2012 was het eerste jaar met een notering voor dit nummer.
3. ↑  Deze tabel is bijgewerkt tot en met de laatste editie (2024).

## Covers
Weller speelt het nog steeds bij soloconcerten, en verder is het gecoverd door de volgende artiesten;
- McFly, voor het coveralbum Radio 1: Established 1967 dat de BBC in 2007 uitbracht.
- Amy Macdonald, tijdens een sessie in het programma van BBC Radio 2-dj Simon Mayo.
- Olly Murs, tijdens zijn Right Place Right Time Tour in 2013
- De New Yorkse skaband Rude Boy George, voor het tributealbum Gifted uit 2017.